# Ioannis Stratos

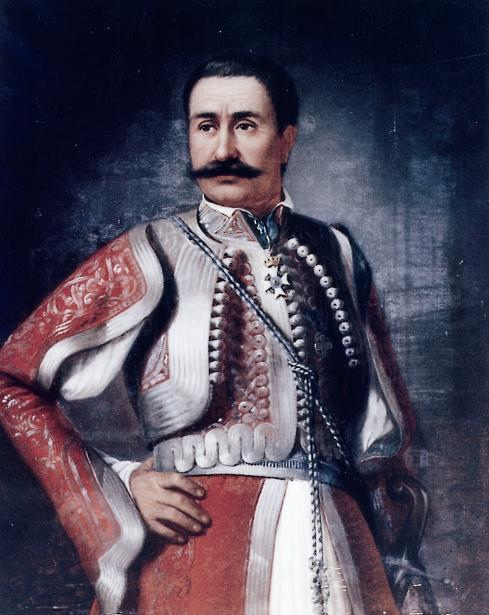
Porträt von Ioannis Stratos in Uniform der Königlichen Phalanx

Ioannis oder Giannakis Stratos (griechisch Ιωάννης (Γιαννάκης) Στρατός; * 1793 in Xerakia, Ätolien-Akarnanien; † 1848) war ein griechischer Armatole, Freiheitskämpfer und Politiker zu Zeiten der Griechischen Revolution. Nach der Revolution war er Offizier in der Königlichen Phalanx.

## Leben
Er war Spross einer alten westgriechischen Armatolenfamilie. Seine Brüder waren Nikolaos und Kastoulas. Zu Beginn der Revolution folgte er zusammen mit seinem Bruder Nikolaos und seinem Cousin Sotirios dem bekannten Armatolen Gogos Bakolas und zeichnete sich in den Schlachten von Makynorus im Juni 1821 aus. Im März 1822 befand er sich in Makrynoros, wo er sich den Truppen von Gennaios Kolokotronis anschloss, der vom Peloponnes gekommen war. Ende 1824 ging er nach Moria unter Vangelis Kontogiannis, dessen Offizier er war, und nahm an den Bürgerkriegen an der Seite von Georgios Karaiskakis teil, bis er Mitte 1825 nach Westgriechenland zurückkehrte und Karaiskakis im August 1825 erneut in das Lager von Astakos folgte. Georgios Kountouriotis lobte Giannakis Stratos für seine Leistungen und seinen Ethos im Jahr 1825. Am 13. September 1825 rückte er mit seiner Division in die belagerte Stadt Mesolongi ein. Nach dem Fall von Mesolongi begab er sich nach Nauplia, wo er 1825, zusammen mit seinen Brüdern zum Festungskommandanten der Burg von Akronauplia ernannt wurde (gemeinsam mit Athanasios Fotomaras), als Ausgleich für die Besetzung von Palamidi durch Theodoros Grivas, mit dem er in Opposition stand, obwohl sie Cousins waren. Im März 1826 wurde er zum General ernannt. Der Grund dafür, dass er bis März 1826 noch nicht zum General ernannt worden war, lag zweifellos darin, dass seine Brüder und sein Cousin ebenfalls über ein eigenes Militärkorps verfügten (Nikolaus 100 Mann), so dass Ioannis nicht über ein Militärkorps von mehr als 100 Mann verfügen konnte, aber auch, dass es in Valtos bereits (der Gegend von Xerakia) 1825-1826 mindestens sieben Generäle gab, unter anderem Ioannis Rangos.  Im Jahr 1827 gerieten Grivas und Stratos in einen bewaffneten Konflikt, der in Kanonenschüssen zwischen den beiden Garnisonen und tödlichen Straßenkämpfen in Nauplia endete, bei denen etwa fünfzig Menschen getötet oder verletzt wurden. Gleichzeitig nahmen Stratos' Männer mehrere Einwohner gefangen, darunter Anagnostis und Kanello Deligiannis, die sich mit Grivas verbündet hatten. Diese Zusammenstöße machten einen beunruhigenden Eindruck auf die angesiedelten Ausländer, die sich zu dieser Zeit in Nauplia aufhielten.
Am 21. Juli 1827 (oder 1828) übergab Stratos die Festung an Velisario Kalogeros und bezog eine Stellung außerhalb der Stadt Nauplia, die ihm von der Regierung zugewiesen wurde. Später gerieten seine Männer in eine bewaffnete Auseinandersetzung mit Dorfbewohnern von Argos, die sich geweigert hatten, sie mit Lebensmitteln für die Truppen zu versorgen. Mit der Reform des Heeres unter Ioannis Kapodistrias wurde er in den Rang eines Chilarchen befördert. Als Chef der 3. Chiliarchie nahm er in Zusammenarbeit mit Richard Church, am Feldzug zur Befreiung Zentral- und Mittelgriechenlands teil und zeichnete sich in den Schlachten von Ternova, Maurilos und Petra aus. Er nahm an den Operationen von Augustinus Kapodistrias bei Antirrio und Dem teil.
Im Jahr 1832 nahm er an einer der lokalen Regierungen teil, die in Griechenland nach dem Weggang von Augustinos Kapodistrias gebildet wurden. In den folgenden Jahren gehörte Stratos der so genannten „französischen Partei“ an. Bei Arachova zeichnete er sich dadurch aus, dass er die Albaner zurückschlug, die von Reşid Mehmed Pascha geschickt worden waren, um die Soldaten von Nafpaktos anzugreifen. Nach der Befreiung erhielt er den Rang des Generalleutnants in der Phalanx, wurde später Heerführer in Mittelgriechenland und 1843 als Abgeordneter in die Nationalversammlung gewählt. Er wurde 1848 in die britische Armee berufen und im gleichen Jahr ermordet, als er bei der Verfolgung einer Gruppe von Banditen in einen Hinterhalt geriet.